# Szkafander és pillangó (film)
A Szkafander és pillangó (eredeti cím franciául:Le scaphandre et le papillon / angol címén The Diving Bell and the Butterfly) egy 2007-es francia filmdráma.
Premierje a 2007-es cannes-i fesztivál versenyprogramjának keretében volt, május 22-én.
A Jean-Dominique Bauby memoárjain alapuló film a szerző életét meséli el a 43 éves korában bekövetkezett masszív stroke-ját követően, amely a bezártságszindróma állapotába taszította, egyetlen módként a külvilággal való kommunikációra bal szemhéjának mozgatását hagyva.
A filmet négy Oscar-díjra jelölték és két Golden Globe-díjat nyert, köztük a legjobb rendező kategóriában.

## Szereplők
| Szereplő                      | Eredeti hang          | Magyar hang |
| ----------------------------- | --------------------- | --- |
| Jean-Do                       | Mathieu Amalric       | Széles László |
| Céline                        | Emmanuelle Seigner    | Spilák Klára |
| Henriette Roi                 | Marie-Josée Croze     | Ruttkay Laura |
| Claude                        | Anne Consigny         | Németh Kriszta                                                                                                   |
| Dr. Lepage                    | Patrick Chesnais      | Versényi László                                                                                                  |
| Roussin                       | Niels Arestrup        | Szersén Gyula |
| Marie Lopez                   | Olatz López Garmendia | Kerekes Andrea                                                                                                   |
| Lucien atya és az eladó       | Jean-Pierre Cassel    | Kajtár Róbert |
| Joséphine                     | Marina Hands          | Zsigmond Tamara                                                                                                  |
| Apa                           | Max von Sydow         | Makay Sándor |
| Cocheton doktor               | Gérard Watkins        | Csuha Lajos |
| Théophile                     | Théo Sampaio          | Czető Ádám |
| Céleste                       | Fiorella Campanella   | Talmács Márta |
| Hortense                      | Talina Boyaci         | Pekár Adrienn |
| Laurent                       | Isaach De Bankolé     | Varga Rókus |
| Eugénie császárnő             | Emma de Caunes        | ? |
| Dr. Mercier-Nortier Villefort | Jean-Philippe Écoffey | ? |
| Nijinski                      | Nicolas Le Riche      | ? |
| Betty                         | Anne Alvaro           | Bessenyei Emma                                                                                                   |
| Madame Bauby                  | Françoise Lebrun      | ? |
| Joubert                       | Zinedine Soualem      | ? |
| Fourneau                      | Georges Roche         | ? |
| Inès                          | Agathe de La Fontaine | Keönch Anna |
| Dave                          | –                     | Bolla Róbert |
| David                         | –                     | Földi Tamás |
| Ápoló                         | –                     | Pálmai Szabolcs                                                                                                  |
| Nővér                         | –                     | Zborovszky Andrea                                                                                                |
| További szereplők             | –                     | Bartók László Bordás János Németh Attila István Renácz Zoltán Sági Tímea Simon Aladár Stern Dániel Szabó Gertrúd |

## Háttér
A rendező, Julian Schnabel ellenállt a gyártócég nyomásának, amely angol nyelven akarta elkészíteni a filmet. Schnabel úgy vélte, a könyv gazdag nyelvezete nem működne angolul, s ezért ő maga is megtanult franciául.
A főszerepre eredetileg Johnny Depp volt kijelölve, azonban a színész nem tudta egyeztetni munkanaptárában a filmet A Karib-tenger kalózai: A világ végénnel, így ki kellett szállnia a projektből.

## Kritikai fogadtatás
A Szkafander és pillangó kiemelkedően jó visszajelzéseket kapott. A Rotten Tomatoes oldalán közel 140 kritikus 94%-a írt elismerően a filmről.

### Jelentősebb díjak és jelölések
| Díj                           | Kategória                     | Jelöltek                                                 | Nyert-e? |
| ----------------------------- | ----------------------------- | -------------------------------------------------------- | -------- |
| Oscar-díj                     | legjobb rendező               | Julian Schnabel                                          |          |
| Oscar-díj                     | legjobb adaptált forgatókönyv | Ronald Harwood                                           |          |
| Oscar-díj                     | legjobb fényképezés           | Janusz Kamiński                                          |          |
| Oscar-díj                     | legjobb vágás                 | Juliette Welfling                                        |          |
|                               |                               |                                                          |          |
| César-díj                     | legjobb film                  |                                                          |          |
| César-díj                     | legjobb rendező               | Julian Schnabel                                          |          |
| César-díj                     | legjobb színész               | Mathieu Amalric                                          |          |
| César-díj                     | legjobb operatőr              | Janusz Kamiński                                          |          |
| César-díj                     | legjobb vágás                 | Juliette Welfling                                        |          |
| César-díj                     | legjobb adaptáció             | Ronald Harwood                                           |          |
| César-díj                     | legjobb hang                  | Jean-Paul Mugel, Francis Wargnier és Dominique Gaborieau |          |
|                               |                               |                                                          |          |
| Golden Globe-díj              | legjobb idegen nyelvű film    |                                                          |          |
| Golden Globe-díj              | legjobb rendező               | Julian Schnabel                                          |          |
| Golden Globe-díj              | legjobb forgatókönyv          | Ronald Harwood                                           |          |
|                               |                               |                                                          |          |
| BAFTA-díj                     | legjobb nem angol nyelvű film | Kathleen Kennedy, Jon Kilik és Julian Schnabel           |          |
| BAFTA-díj                     | legjobb adaptált forgatókönyv | Ronald Harwood                                           |          |
|                               |                               |                                                          |          |
| Daniel Toscan du Plantier-díj | legjobb producer              | Claude Berri                                             |          |

A film további 24 díjat nyert el különböző kritikusi és szakmai szervezetektől.